# El Piro N°2
El Piro N°2 (Muakwata Kubu) es un corregimiento del distrito de Ñürüm, en la comarca Ngäbe-Buglé, República de Panamá. Su creación fue establecida mediante Ley 31 del 10 de mayo de 2012, siendo segregado del corregimiento de Buenos Aires. Su cabecera es El Piro.